# Fricassé

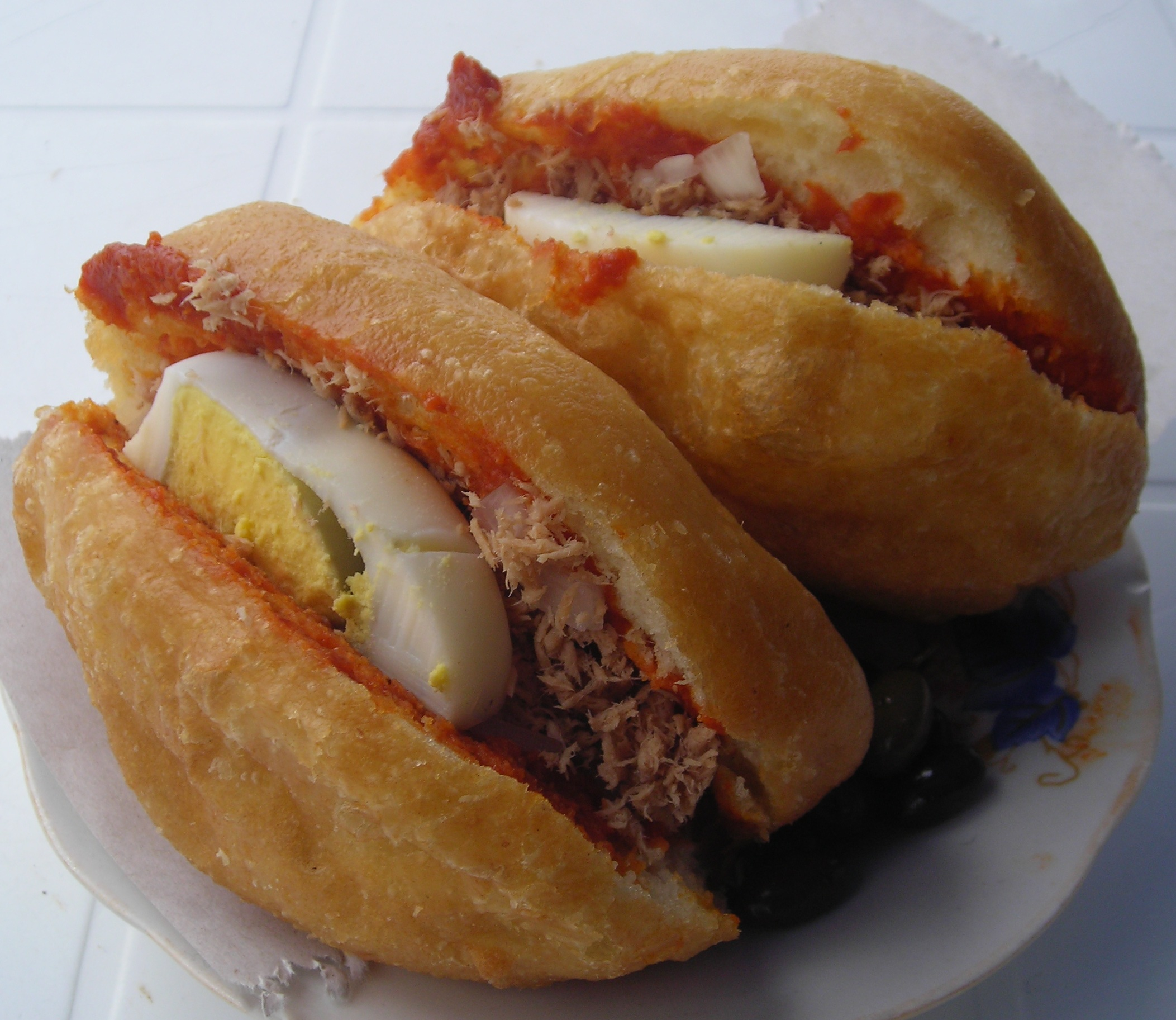
Twee fricassé's

De fricassé (ook frit cassé ) is een hartige beignet uit de Tunesische keuken. Dit fastfood is buiten de Maghreb vooral populair in landen met een Tunesische gemeenschap, zoals Frankrijk.
Volgens de mondelinge overlevering zou het recept in de 19e eeuw zijn ontstaan in een joodse familie.
Deegbollen worden gebakken in olie. Ze worden vervolgens opengesneden en gevuld met blokjes gekookte aardappel, harissa, tonijn, zwarte olijven, een gekookt ei, méchouia salade en kappertjes.